# 九龍巴士6D線
九龍巴士6D線是香港九龍市區的一條日間巴士路線，來往美孚及牛頭角之間，途經長沙灣、深水埗、石硤尾、太子道西（只限回程）、界限街（只限去程）、九龍城、新蒲崗、牛池灣。

## 歷史
- 1958年10月15日：路線投入服務，來往荔枝角及牛頭角。
- 1967年：因六七暴動事件，暫停服務。
- 1968年1月13日：路線重投服務，並縮短至長沙灣。
- 1970年3月1日：路線繞經繞經石硤尾及大坑東邨一帶。
- 1970年7月26日：路線總站由長沙灣遷往甘泉街。
- 1985年4月14日：牛頭角總站遷往佐敦谷北道永久總站。
- 1996年3月10日：甘泉街總站由南面搬往北面。
- 2006年12月1日：路線改為全空調服務。
- 2013年8月24日：為配合40號線改道，路線總站由甘泉街延長至美孚，並增設與33A號（只限往荃灣方向）和40線之轉乘優惠。
- 2014年3月17日：增強星期一至五繁忙時段班次服務，同時削減部份非繁忙時段班次服務。
- 2015年3月2日：往美孚方向，重組元州街車站位置[1]。
- 2015年12月31日：增設到站時間預報。[2]
- 2019年7月29日：6D線提早牛頭角及美孚的頭班車開出時間至05:30[3]。
- 2019年8月3日：隨著彩虹道遊樂場附近道路工程完成，該路線往太子道東方向恢復停「彩虹道遊樂場」站，不停「衍慶街」站。[4]

## 服務時間及班次
| 美孚開           | 美孚開      | 美孚開       | 牛頭角開         | 牛頭角開    | 牛頭角開     |
| 日期             | 服務時間    | 班次（分鐘） | 日期             | 服務時間    | 班次（分鐘） |
| ---------------- | ----------- | ------------ | ---------------- | ----------- | ------------ |
| 星期一至五       | 05:30-06:30 | 20           | 星期一至五       | 05:30-06:30 | 20           |
| 星期一至五       | 06:30-07:45 | 15           | 星期一至五       | 06:30-08:00 | 15           |
| 星期一至五       | 07:45-12:05 | 20           | 星期一至五       | 08:00-09:10 | 17/18        |
| 星期一至五       | 12:05-15:50 | 15           | 星期一至五       | 09:10-09:55 | 15           |
| 星期一至五       | 15:50-17:14 | 12           | 星期一至五       | 09:55-11:35 | 20           |
| 星期一至五       | 17:14-17:44 | 15           | 星期一至五       | 11:35-17:20 | 15           |
| 星期一至五       | 17:44-19:20 | 16           | 星期一至五       | 17:20-18:12 | 13           |
| 星期一至五       | 19:20-21:40 | 20           | 星期一至五       | 18:12-19:20 | 17           |
| 星期一至五       | 21:40-23:20 | 25           | 星期一至五       | 19:10-22:40 | 20           |
| 星期一至五       | 23:20-00:20 | 30           | 星期一至五       | 22:40-00:20 | 25           |
| 星期六           | 05:30-08:10 | 20           | 星期六           | 05:30-08:50 | 20           |
| 星期六           | 08:10-19:40 | 15           | 星期六           | 08:50-19:05 | 15           |
| 星期六           | 19:40-21:40 | 20           | 星期六           | 19:05-23:05 | 20           |
| 星期六           | 21:40-23:20 | 25           | 星期六           | 23:05-00:20 | 25           |
| 星期六           | 23:20-00:20 | 30           |                  |             |              |
| 星期日及公眾假期 | 05:30-09:30 | 20           | 星期日及公眾假期 | 05:30-08:50 | 20           |
| 星期日及公眾假期 | 09:30-19:00 | 15           | 星期日及公眾假期 | 08:50-19:20 | 15           |
| 星期日及公眾假期 | 19:00-21:40 | 20           | 星期日及公眾假期 | 19:20-22:40 | 20           |
| 星期日及公眾假期 | 21:40-23:20 | 25           | 星期日及公眾假期 | 22:40-00:20 | 25           |
| 星期日及公眾假期 | 23:20-00:20 | 30           |                  |             |              |

## 收費
全程：$6.4
- 北河街往美孚：$5.6

| - 本線設有12歲以下小童及65歲或以上長者半價優惠。 - 65歲或以上香港居民使用「樂悠咭」，以及12歲以下合資格殘疾兒童使用「殘疾人士身份」個人八達通繳付車資，均可享有每程$2.0或半價（以較低者為準）的票價優惠；12至64歲合資格殘疾人士使用「殘疾人士身份」個人八達通（包括「樂悠咭」），以及60至64歲香港居民使用「樂悠咭」繳付車資，均可享有每程$2.0或全費（以較低者為準）的票價優惠。 - 65歲或以上長者如使用長者或一般個人八達通繳付車資，則只可享有半價優惠；12至64歲合資格殘疾人士如不使用「殘疾人士身份」個人八達通，以及60至64歲人士如不使用「樂悠咭」繳付車資，必須繳付全費。 - 乘客可以現金或八達通於上車時付款，不設找續。 - 每位成人乘客可免費攜帶最多兩名4歲以下而不佔座位的兒童乘客乘車，超額之4歲以下小童必須繳付小童車費乘車。 - 持有「九巴月票」之乘客在車票有效期內，每日可享最多10程任何九龍巴士及龍運巴士路線（包括本路線，以及聯營路線的九龍巴士／龍運巴士提供的班次；惟乘搭機場「A」及「NA」線則可享原價二七折優惠（不會計算每天10次合資格車程））；而B1線則每日可享最多各2程（不會計算每天10次合資格車程）。 - 九龍巴士、城巴、龍運巴士及陽光巴士全職員工及家屬（不包括外判職員）可免費乘搭本路線，惟必須拍職員或職員家屬八達通。 - 乘客亦可透過多元化電子支付系統（e度嘟）繳付車資，包括使用非接觸式VISA卡、JCB卡、萬事達卡、銀聯卡、美國運通、大來國際、Discover Card、Apple Pay、Google Pay、Samsung Pay、AlipayHK「易乘碼」、支付寶、WeChatHK／微信支付「搭車碼」、銀聯雲閃付「乘車碼」及BOC Pay「乘車碼」。乘客使用此付款方式，使用此支付方式的乘客可享有中途下車之分段收費，以及與其他九巴／龍運獨營路線或聯營線九巴／龍運班次之轉乘優惠，惟不適用於與非九巴／龍運路線之轉乘優惠，亦不能享有「公共交通費用補貼計劃」及「長者及合資格殘疾人士公共交通票價優惠計劃」。 |

### 八達通轉乘優惠
乘客登上本線後150分鐘內以同一張八達通卡轉乘以下路線，或由以下路線轉乘本線，次程可獲車資折扣優惠：
6D←→3M、13D、13P、14、15、16、21、24、27、214，次程可獲$4.2折扣優惠。
- 6D往牛頭角 → 3M往彩雲、13D往寶達、14往鯉魚門邨、15往平田、16往藍田、21往彩雲、24往啟業、27往順天或214往油塘
- 3M往慈雲山、13D/P往維港灣／麗閣、14往中港碼頭、15往紅磡、16往旺角、21往紅磡站、24、27往旺角或214往長沙灣 → 6D往美孚

6D←→11B、11D
- 6D往牛頭角 → 11B或11D往觀塘，次程全免。
- 11B往九龍城或11D往樂富 → 6D往美孚，次程可獲$5.1折扣優惠。

- 6D往美孚 → 33A往荃灣，次程補車資$3

6D←→33A、40
- 6D往美孚 → 33A/40往荃灣，次程補車資$3
- 6D往牛頭角 → 40往麗港城，次程補車資$0.6
- 40往荃灣 → 6D往美孚，次程免費
- 40往麗港城 → 6D往牛頭角，次程免費

6D←→2X，次程可免費轉乘
- 6D往牛頭角 → 2X往彩福
- 2X往美孚 → 6D往美孚

## 使用車輛
現時本線使用3輛富豪B9TL 12米（AVBWU）、8輛Enviro500 MMC 12米（ATENU）、1輛比亞迪B12D 12米（BED）
| 車隊編號 | 車牌   |
| -------- | ------ |
| AVBWU349 | SY9362 |
| AVBWU365 | SZ2450 |
| AVBWU434 | TT3353 |
| ATENU553 | TL4321 |
| ATENU710 | TR4326 |
| ATENU750 | TS4966 |
| ATENU827 | TV4342 |
| ATENU837 | TV6859 |
| ATENU838 | TV6931 |
| ATENU846 | TV6953 |
| ATENU853 | TV9773 |
| BED25    | YV5907 |

## 行車路線

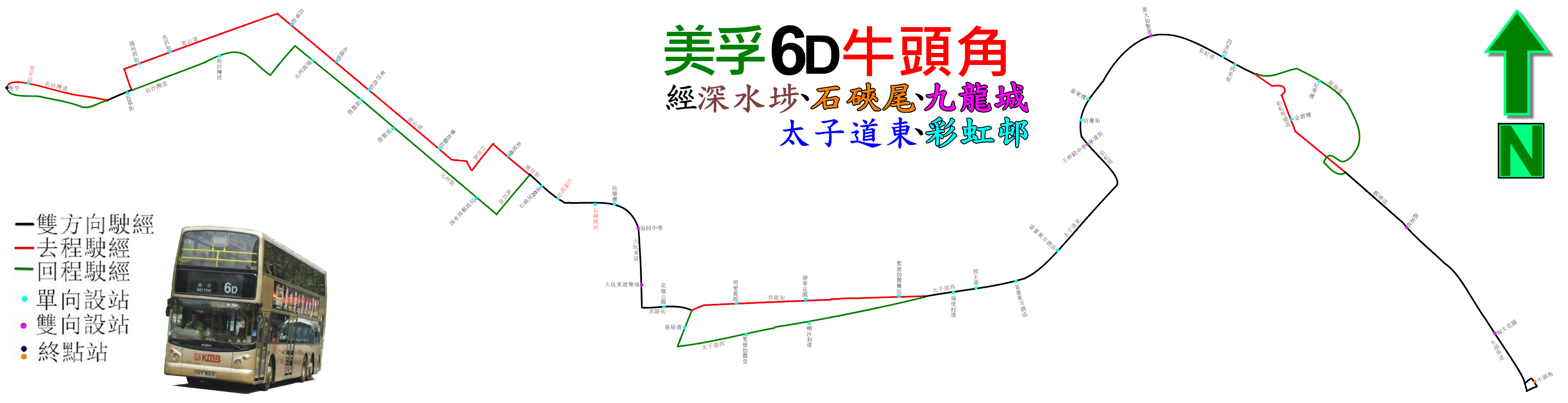
6D線的走線圖

美孚開經：長沙灣道、通州西街、青山道、大埔道、白田街、窩仔街、大坑東道、界限街、太子道東、彩虹道、彩虹通道、觀塘道、牛頭角道及振華道。
牛頭角開經：佐敦谷北道、牛頭角道、天橋、觀塘道、天橋、龍翔道、彩虹道、太子道東、界限街、太子道西、基堤道、界限街、大坑東道、窩仔街、南昌街、元州街、興華街、長沙灣道及荔枝角道。

### 沿線車站
| 美孚開 | 美孚開                          | 美孚開             | 牛頭角開 | 牛頭角開                        | 牛頭角開           |
| 序號   | 車站名稱                        | 位置               | 序號     | 車站名稱                        | 位置               |
| ------ | ------------------------------- | ------------------ | -------- | ------------------------------- | ------------------ |
| 1      | 美孚巴士總站（T4）              | 美孚巴士總站（T4） | 1        | 牛頭角巴士總站                  | 牛頭角巴士總站     |
| 2      | 美孚站（C3）                    | 長沙灣道           | 2        | 淘大花園                        | 牛頭角道           |
| 3      | 通州西街                        | 青山道             | 3        | 啟業邨                          | 觀塘道             |
| 4      | 光昌街                          | 青山道             | 4        | 彩虹轉車站-彩虹邨紅萼樓（H5）   | 龍翔道             |
| 5      | 昌華街                          | 青山道             | 5        | 四美街                          | 彩虹道             |
| 6      | 永隆街                          | 青山道             | 6        | 黃大仙警署                      | 彩虹道             |
| 7      | 東沙島街                        | 青山道             | 7        | 彩虹道遊樂場                    | 彩虹道             |
| 8      | 寶血醫院                        | 青山道             | 8        | 寧遠街                          | 彩虹道             |
| 9      | 石硤尾邨美笙樓                  | 窩仔街             | 9        | 九龍城轉車站-富豪東方酒店（B1） | 太子道西           |
| 10     | 石硤尾站                        | 窩仔街             | 10       | 福佬村道                        | 太子道西           |
| 11     | 大坑西新邨民樂樓                | 窩仔街             | 11       | 喇沙利道                        | 太子道西           |
| 12     | 協同中學                        | 大坑東道           | 12       | 聖德肋撒堂                      | 太子道西           |
| 13     | 大坑東遊樂場                    | 大坑東道           | 13       | 基堤道                          | 基堤道             |
| 14     | 花墟公園                        | 界限街             | 14       | 大坑東遊樂場                    | 大坑東道           |
| 15     | 明愛賓館                        | 界限街             | 15       | 協同中學                        | 大坑東道           |
| 16     | 碧華花園                        | 界限街             | 16       | 石硤尾站                        | 窩仔街             |
| 17     | 聖德肋撒醫院                    | 界限街             | 17       | 石硤尾邨第20座                  | 窩仔街             |
| 18     | 侯王道                          | 太子道西           | 18       | 北河街                          | 元州街             |
| 19     | 九龍城轉車站-富豪東方酒店（A5） | 太子道東           | 19       | 營盤街                          | 元州街             |
| 20     | 王仲銘中學                      | 彩虹道             | 20       | 東京街                          | 元州街             |
| 21     | 啟德花園                        | 彩虹道             | 21       | 發祥街                          | 元州街             |
| 22     | 黃大仙警署                      | 彩虹道             | 22       | 元州商場                        | 元州街             |
| 23     | 四美街                          | 彩虹道             | 23       | 長沙灣徑（X33）                 | 長沙灣道           |
| 24     | 彩虹轉車站-彩虹邨金碧樓（L1）   | 彩虹道             | 24       | 長荔街（X45）                   | 長沙灣道           |
| 25     | 啟業邨                          | 觀塘道             | 25       | 美孚巴士總站（T4）              | 美孚巴士總站（T4） |
| 26     | 淘大花園                        | 牛頭角道           |          |                                 |                    |
| 27     | 牛頭角巴士總站                  | 牛頭角巴士總站     |          |                                 |                    |

## 客量
自從港鐵觀塘線通車後，6D線客量下降。現時途經的地方有較頻密和直接的巴士及小巴路線，客量只是一般。